# 異代同戲圖卷
《异代同戏图卷》（日语：異代同戯図巻）是17世纪江户时代狩野派画家狩野昌運的作品，现藏于福冈市美术馆。
图卷中包含了许多有趣内容，如观世音菩萨射击、普贤菩萨当渔夫、韦驮放风筝、孔子打牌、诸葛孔明表演积木杂技等。